# Jerše
Jerše je priimek v Sloveniji, ki ga je po podatkih Statističnega urada Republike Slovenije na dan 1. januarja 2010 uporabljalo 226 oseb.

## Znani nosilci priimka
- Anita Jerše Sharma, geologinja, seizmologija
- Anže Jerše, alpinist
- Boštjan Jerše, filmski režiser
- Ciril Jerše (1891—1969), organist in zborovodja
- Jerneja Jug Jerše, diplomatka, vodja predstavništva EU v RS
- Josip (Jožef) Jerše (1872—1940), cerkveni govornik, teolog
- Marjan Jerše (1922—2017), zdravnik internist, kardiolog, prof. MF
- Maruša Jerše, fotomodel
- Milena Vrenk Jerše (1926—2025), zdravnica
- Rok Jerše (*1981), kolesar
- Sašo Jerše (*1974), zgodovinar, prof. FF UL
- Tomi Jerše (*1986), kolesar